# 도쿄 맑음
《도쿄 맑음》(東京日和, Tokyo Biyori)은 일본에서 제작된 다케나카 나오토 감독의 1997년 드라마 영화이다. 나카야마 미호 등이 주연으로 출연하였고 니이츠 타케토 등이 제작에 참여하였다. 이 영화는 동명의 원작 소설 기반이다.

## 출연

### 주연
- 나카야마 미호
- 다케나카 나오토

### 조연
- 아라키 노부요시
- 아사노 타다노부
- 후지무라 시호
- 쿠가 요시코
- 마츠 다카코
- 미우라 토모카즈
- 나카지마 미유키
- 스즈키 사와
- 타구치 토모로오
- 야마구치 미야코
- 나츠카와 사츠키
- 리쥬 고
- 시리아가리 고토쿠키
- 츠다 칸지
- 우치다 야야코
- 유 에리

## 기타
- 제작팀장: 세키구치 다이스케
- 조명: 야스코우치 히로유키
- 음향: 키타무라 미네하루
- 미술: 나카자와 카츠미